# Derde Petroleumhaven
De Derde Petroleumhaven is een haven in het Botlek-gebied in Rotterdam. Oorspronkelijk zou voor de Derde Petroleumhaven het dorp Pernis moeten verdwijnen, maar de woningnood na de Tweede Wereldoorlog verhinderde deze plannen. De Derde Petroleumhaven is gegraven tussen 1954 en 1957. Hiervoor moesten de boeren van de Welplaat, een polder ten noorden van Spijkenisse, verdwijnen.
De Derde Petroleumhaven is ontworpen voor de aanvoer en overslag van aardolie. De enorme schaalvergroting in de tankvaart leidde ertoe dat deze functie maar kort vervuld is. Vanaf het begin van de jaren zestig verschoof het zwaartepunt van de olie-overslag naar de Europoort. Aan de Derde Petroleumhaven zijn grote industriecomplexen gevestigd, onder meer van Esso, Dow Chemical en Aluminium & Chemie Rotterdam.